# Björn Birath
Björn Hugo Birath, född 24 juli 1923 i Stockholm, död 24 juni 2012 i Lidingö, var en svensk skolledare.
Birath, som var son till avdelningschef Hugo Birath och Emy Ekman, avlade studentexamen i Lidingö 1943, studerade vid Bar-Lock-institutet 1946, avlade ingenjörsexamen vid Tekniska institutet i Stockholm 1950 och genomgick företagsekonomisk kurs 1952. Han anställdes vid Graningeverkens AB 1946, vid Ulvsunda Gummifabrik AB 1948, blev kontorschef vid Anders Dunder Byggnads AB i Stockholm 1952, var kostnadsingenjör på SAS/ABA byggnadsavdelning 1958–1960 och rektor för Tekniska institutet i Stockholm 1961–1979 (biträdande rektor 1960, timlärare 1953–1960. Tekniska Institutet stängdes 1979. Björn Birath arbetade sedan som rektor för Åsö vuxengymnasium fram till sin pensionering 1989. 
Han var styrelseledamot i Svenska privatskolors riksförbund från 1965 och i Stockholms befälsutbildningsförbund från samma år. Birath är begravd på Lidingö kyrkogård. Björn Birath var gift med Barbro Birath, född Sandberg.